# Brahma-Weißbauchratte
Die Brahma-Weißbauchratte (Niviventer brahma) ist eine Nagetierart aus der Gattung der Weißbauchratten (Niviventer) innerhalb der Altweltmäuse (Murinae). Sie kommt im Nordosten Indiens, dem Norden von Myanmar und dem äußerten Südwesten von China vor.

## Merkmale
Die Brahma-Weißbauchratte erreicht eine Kopf-Rumpf-Länge von 13,6 bis 15,5 Zentimetern mit einem Schwanz von 20,1 bis 23,7 Zentimetern Länge. Die Hinterfußlänge beträgt etwa 31 bis 34 Millimeter, die Ohrlänge 20 bis 25 Millimeter. Der Schädel hat eine Gesamtlänge von 35,8 bis 38,1 Millimeter.
Das Rückenfell ist lang, dicht und weich, es ist leuchten orange-braun bis gelb-braun mit sehr langen einzelnen schwarzen Haaren. Das Gesicht weist eine schwarzbraune Gesichtszeichnung aus einzelnen Flecken auf, die von der Nase bis hinter die Ohren reicht. Die ebenfalls leuchten orange-braunen Körperseiten sind gegenüber der weißen Bauchseite scharf abgegrenzt und in der Mitte der Brust befindet sich in der Regel ein Mittelstreifen oder ein Fleck aus sandbraunen Fell. Der Schwanz ist lang, er erreicht das etwa 1,5fache der Kopf-Rumpf-Länge. Er ist in der Regel einfarbig braun oder an der Unterseite etwas blasser als an der Oberseite, aber niemals scharf zweifarbig. Er besitzt ein kleines Büschel aus längeren Haaren an der Schwanzspitze. Die Oberseiten der Hände und Füße sind braungrau, die Finger und Zehen sind blassgrau gefärbt. Die Weibchen besitzen drei Paar Zitzen, jeweils eines in der Achsel, eines im Brust- und eines im Lendenbereich.

## Verbreitung
Die Brahma-Weißbauchratte kommt im Nordosten Indiens, dem Norden von Myanmar und dem äußerten Südwesten von China vor. In China lebt die Art nur in Yunnan westlich des Saluen in den Gaoligong-Bergen im Grenzgebiet zu Myanmar. In Indien lebt sie in Arunachal Pradesh und in Myanmar im Kachin-Staat vom Adung bis zum Nyetmaw.

## Lebensweise
Über die Lebensweise der Brahma-Weißbauchratte liegen nur wenige Informationen vor. In China und Myanmar lebt sie in kühlen bis gemäßigten, teilweise sumpfigen Nadelwaldgebieten der Höhenlagen zwischen 2000 und 2800 Metern. In Indien kommt sie in verschiedenen Habitaten der tropischen Wälder, gemäßigten Wälder und feuchten Laubwälder vor, dabei lebt sie nur in Sekundärwaldregionen. Die Tiere sind nachtaktiv und leben grabend im Boden.

## Systematik
Die Brahma-Weißbauchratte wird als eigenständige Art innerhalb der Weißbauchratten (Niviventer) eingeordnet, die aus 17 Arten besteht. Die wissenschaftliche Erstbeschreibung stammt von dem britischen Zoologen Oldfield Thomas, der die Art 1914 anhand von Individuen aus dem Anzong-Tag in den Mishmibergen im nordöstlichen Arunachal Pradesh in Indien beschrieb. Morphologisch steht sie der Kleinen Himalaya-Weißbauchratte (Niviventer eha) nahe.

## Status, Bedrohung und Schutz
Die Brahm-Weißbauchratte wird von der International Union for Conservation of Nature and Natural Resources (IUCN) als nicht gefährdet (least concern) eingeordnet. Begründet wird dies mit dem großen Verbreitungsgebiet, den angenommen großen Beständen in ihrem Verbreitungsgebiet und dem geringen Rückgang der Bestände. Potenzielle Gefährdungen sind nicht bekannt und es wird angenommen, dass die Habitate nur wenigen Störungen ausgesetzt sind.

## Belege
1. 1 2 3 4 5  Darrin Lunde, Andrew T. Smith: Brahman Niviventer. In: Andrew T. Smith, Yan Xie: A Guide to the Mammals of China. Princeton University Press, Princeton NJ 2008, ISBN 978-0-691-09984-2, S. 266.
2. 1 2 3 4 5  Niviventer brahma in der Roten Liste gefährdeter Arten der IUCN 2016.2. Eingestellt von: K. Aplin, S. Molur, 2008. Abgerufen am 11. November 2016.
3. 1 2  Niviventer brahma. In: Don E. Wilson, DeeAnn M. Reeder (Hrsg.): Mammal Species of the World. A taxonomic and geographic Reference. 2 Bände. 3. Auflage. Johns Hopkins University Press, Baltimore MD 2005, ISBN 0-8018-8221-4.